# Fútbol Club Universitario
El Fútbol Club Universitario, más conocido como Universitario de Vinto, es un club de fútbol boliviano del departamento de Cochabamba en el municipio de Vinto. Fue fundado el 23 de marzo de 2005 y desde 2022 juega en la Primera División de Bolivia por primera vez en su historia, tras obtener la Copa Simón Bolívar 2021.

## Historia
Inicialmente fundado como un equipo universitario a principios de la década de 2000, a iniciativa de dos amigos que se conocieron desde el colegio y estudiaron juntos en la Universidad Adventista de Bolivia (UAB), Fernando Chávez y Ramiro Ayarde, hoy presidente y primer vicepresidente del club vinteño. El club se fundó oficialmente el 23 de marzo de 2005, el día en que se afilió a la Asociación Municipal de Fútbol Vinto. En poco tiempo se convirtió en dominador de la Liga de Vinto. Participaron por primera vez en la Copa Simón Bolívar en 2017, siendo eliminado en la fase de grupos.
Universitario de Vinto llegó a la segunda etapa de la Simón Bolívar en 2018, pero no avanzó a la fase nacional en las campañas 2019 y 2020 tras no clasificarse. Sin embargo, en 2020, ganan el Campeonato Provincial del Valle Bajo para disputar el Torneo Provincial de Clubes Campeones donde logran el título de Campeón Provincial de Cochabamba y así regresar al principal torneo Nacional de ascenso en 2021, en la que ganan el campeonato y el ascenso a la División Profesional tras derrotar a Universitario de Sucre en las finales.

## Escudo

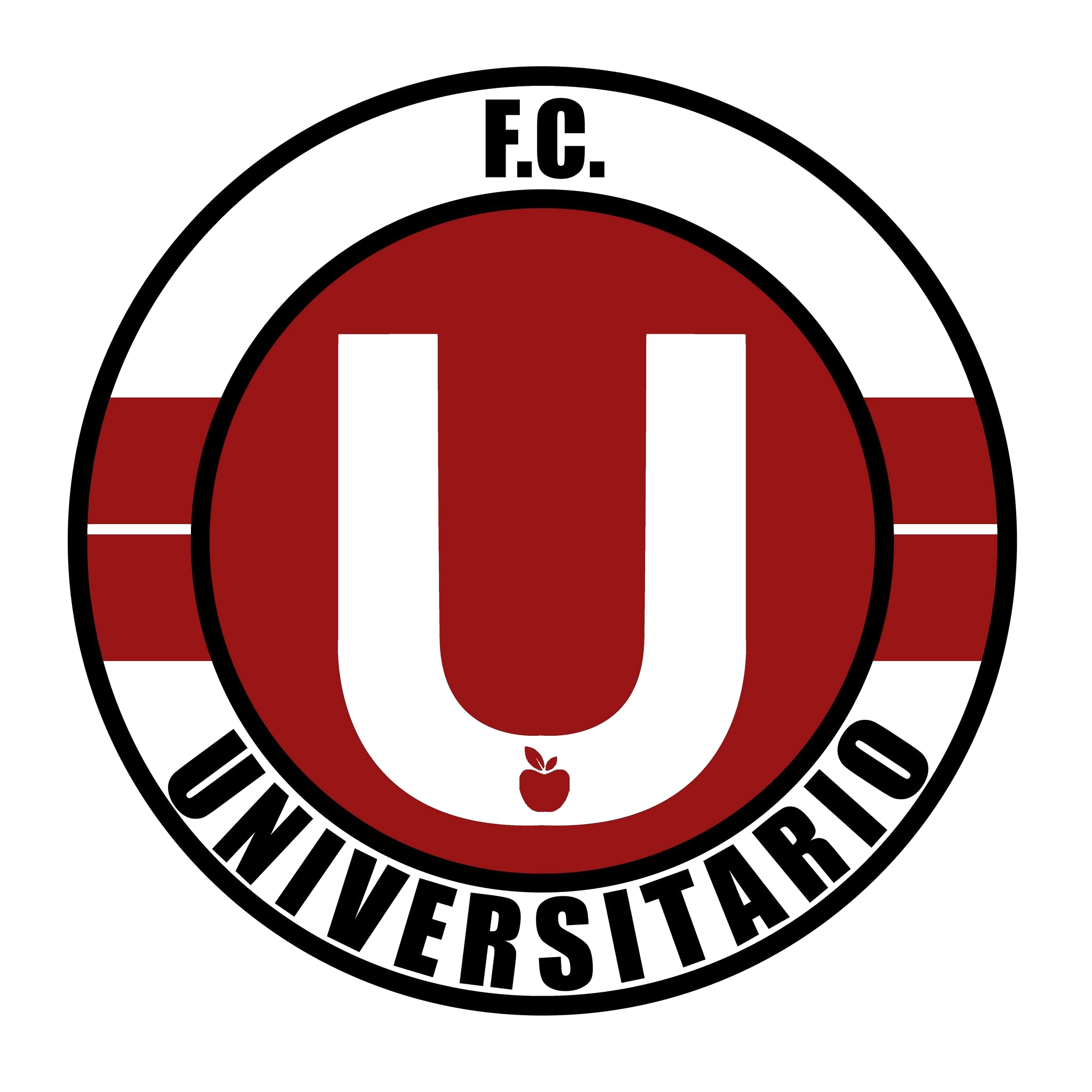
Escudo actual de la entidad.

El club usaba un escudo similar al del club peruano Universitario de Deportes, el cual tiene una "U" en su escudo, además de que la similitud en el uniforme y nombre son similares al equipo peruano. Sin embargo, el día 1 de enero de 2022, el club actualizó su escudo en sus redes sociales con varias modificaciones, entre las cuales ya no cuenta con un fondo blanco, sino rojizo, así como un cambio en la tipografía y la presencia del nombre del club en el mismo escudo y la incorporación de una pequeña manzana (fruto típico de la región de Vinto) en la parte inferior de la letra "U" del logo.

## Estadio
Disputa sus encuentros en el estadio Hipólito Lazarte que está en el Departamento de Cochabamba, sobre la calle Cochabamba y cerca del hospital municipal de Vinto, y que tiene una capacidad de alrededor de 2000 espectadores.

## Datos del club
- Temporadas en Primera División: 4 (2022-presente).
- Participaciones en Copa Simón Bolívar: 3 (2017-2018 y 2021).
- Mayor goleada a favor:
  - En Primera División: 4 - 1 ante Independiente Petrolero (6 de septiembre de 2022) / 4 - 1 ante Oriente Petrolero (20 de noviembre de 2024).
- Mayor goleada recibida:
  - En Primera División: 0 - 7 ante Always Ready (27 de abril de 2025).

- Participaciones internacionales:

| Torneo                | Edición      |
| --------------------- | ------------ |
| Copa Sudamericana (2) | 2024 y 2025. |

## Jugadores

### Plantilla 2025
- Los equipos bolivianos están limitados por la FBF a tener en su plantel un máximo de seis futbolistas extranjeros.
- Por disposición de la FBF, se debe considerar la participación obligatoria de un futbolista de la categoría sub-20 y otro de la categoría sub-23 por partido.

### Altas y bajas 2025
| Altas            |           |                         |       |      |
| Futbolista       | Posición  | Procedencia             | Tipo  | Ref. |
| Segundo Semestre |           |                         |       |      |
| Brayan Calderón  | Defensa   | Ciudad Nueva Santa Cruz | Libre |      |
| Gonzalo Mendoza  | Delantero | Always Ready            | Libre |      |
| Álvaro Cuestas   | Defensa   | Millonarios F.C.        | Libre |      |
| Bryan Cabezas    | Delantero | Amazonas                | Libre |      |
| Luciano Sanhueza | Delantero | Alagoinhas              | Libre |      |

| Bajas             |               |                        |                 |      |
| Futbolista        | Posición      | Destino                | Tipo            | Ref. |
| Segundo Semestre  |               |                        |                 |      |
| Tommy Tobar       | Delantero     | Nacional Potosí        | Fin de contrato |      |
| Maximiliano Núñez | Delantero     | Nacional Potosí        | Fin de contrato |      |
| Carlos Ribera     | Mediocampista | CDT Real Oruro         | Fin de contrato |      |
| Kevin Aladesanmi  | Delantero     | TBA                    | Fin de contrato |      |
| Samyr Mendoza     | Delantero     | TBA                    | Fin de contrato |      |
| Paolo Alcócer     | Defensa       | Charlotte Independence | Fin de contrato |      |

### Jugadores extranjeros
| Nacionalidad | Jugadores | Jugadores                                                                                       |
| ------------ | --------- | ----------------------------------------------------------------------------------------------- |
| América      |           |                                                                                                 |
| Argentina    | 6         | Joaquín Lencinas, Ezequiel Michelli, Diago Giménez, Maximiliano Núñez, Julio Vila, Agustín Jara |
| Brasil       | 3         | Hallysson Padilha, Gênesis Fernandes, Rafael Lima                                               |
| Chile        | 1         | Raúl Olivares                                                                                   |
| Colombia     | 3         | Andrés Llano, Tommy Tobar, Kevin Aladesanmi                                                     |
| Paraguay     |           | Gustavo Almada, Pablo Godoy                                                                     |
| África       |           |                                                                                                 |
| Gabón        | 1         | Roy Ndoutoumo                                                                                   |

## Entrenadores

### Historial de entrenadores
- Carlos Durán (2016)
- Daniel Córdoba  (2016-17)
- Roberto Pérez (2017-18)
- Marcelo Claros (2021-22)
- David Perdiguero (2022)
- Pablo Godoy (2022)
- Alberto Illanes (2023)
- Pablo Godoy (2023-24)
- Thiago Leitão (2024-act.)

## Palmarés

### Torneos nacionales
| Competición nacional            | Títulos | Subcampeonatos  |
| ------------------------------- | ------- | --------------- |
| Torneo Apertura                 |         | 2024            |
| Campeonato de Ascenso (1)       | 2021.   |                 |
| Torneo Nacional Interprovincial |         | 2016, 2017. (2) |

### Torneos regionales
| Competición regional                  | Títulos                            | Subcampeonatos |
| ------------------------------------- | ---------------------------------- | -------------- |
| Torneo interprovincial Cochabamba (6) | 2015, 2016, 2017, 2018, 2019, 2021 |                |